# Калмыков, Бетал Эдыкович
Бета́л Эды́кович Калмы́ков (кабард.-черк. Къалмыкъ Едыдж и къуэ БетӀал) (24 октября (5 ноября) 1893, Атажукино III, Терская область — 27 февраля 1940, Москва) — советский партийный и государственный деятель Кабардино-Балкарии. Один из организаторов и руководителей борьбы горцев за Советскую власть на Северном Кавказе. Входил в состав особой тройки НКВД СССР.

## Биография
Родился в 1893 году в селе Атажукино III Терской области (ныне с. Куба Баксанского района Кабардино-Балкарии) в крестьянской семье. По национальности кабардинец.
С 1907 года работал батраком. В 1913 году был одним из руководителей восстания горцев против местной аристократии. В 1915/16 году создал и руководил нелегальной крестьянской организацией «Карахалк» («Беднота»). В марте 1918 года вступил в РКП(б). С марта 1918 года член Терского народного совета, один из руководителей 1-го съезда Нальчикского округа, провозгласившего советскую власть в Кабардино-Балкарии. С августа 1918 года чрезвычайный комиссар Кабардино-Балкарии и комиссар по Делам национальностей Терской области. В 1919 году командовал партизанскими отрядами, затем полком, дивизией. В 1919 году его отец, Эдыг Даутович, и младший брат Назир были расстреляны белогвардейцами в Нальчике.
С марта 1920 года председатель ревкома, облисполкома Кабардино-Балкарии. В 1921—1924 годах руководил борьбой с политическим бандитизмом в крае.
С 1930 года 1-й секретарь Кабардино-Балкарского обкома ВКП(б). 
26 января—10 февраля 1934 года делегат XVII съезда ВКП(б) с решающим голосом от Северо-Кавказской парторганизации.
С 1937 года депутат Верховного Совета СССР. Этот период отмечен вхождением в состав особой тройки, созданной по приказу НКВД СССР от 30.07.1937 № 00447 и активным участием в сталинских репрессиях.

## Арест и смерть
Арестован 12 ноября 1938 года по обвинению в создании в 1927 году контрреволюционной организации в Кабардино-Балкарии и в подготовке терактов. 26 февраля 1940 года приговорен к смертной казни. 27 февраля приговор приведен в исполнение — расстрелян. Место захоронения: Донское кладбище, могила 1. Реабилитирован в 1954 году.

## Семья
Эдыг Даутович Калмыков (? — 1919) — отец
- Братья: Назир (? — 1919), Талиб (1910 — 10.10.1942), Хабала (1907 — 07.02.1943), Хасет (1910 — ?)
- Сестры: Маха Бештокова (1915 — ?), Роза Мальбахова-Калмыкова (1911 — ?)

Бакаца Калмыкова (1904 — ??) — первая жена, кабардинка
Антонина Александровна Калмыкова (Илюнина) (1901 —1964) вторая жена, (в браке с 1925), министр культуры КБР (14.06.1936 — 04.04.1937), первый директор Нальчикского дома пионеров, открывшегося 1 сентября 1936 года в нынешнем здании медицинского факультета КБГУ. Была арестована 13 ноября 1938 года.
- Анатолий Султанович Куденетов (17.01.1919 — 1941) — пасынок. Моряк, погиб в боях под Ленинградом. Пасынок от первого брака (01.1918 — 22.07.1925) Илюниной с Таусултаном Карачаевичем Куденетовым (08.09.1896 — ?)[15] — князем, белогвардейцем, бежавшим в 1920 за границу.
- Владимир Беталович Калмыков (1925 — 1945) — сын, арестован в ноябре 1938 года, отправлен в ссылку на 5 лет в Казахстан, вместе с матерью[16][17][18]. В 1942 году призван в РККА, погиб во время Кёнигсберской операции.
- Светлана Беталовна Калмыкова (1931 — ?) — дочь, 23 августа 1939 отправлена в ссылку на 5 лет в Казахстан, вместе с матерью[9].
- Борис Беталович Калмыков (? — 1942, Воронежская область) — сын[19]
- Аида Петровна (взяла отчество по дедушке) Сергеева ( 29 мая 1928 - 27 апрель 1987) - внебрачная дочь.

## Память
- В 1960 году установлен памятник на пр. Шогенцукова, г. Нальчик, КБР, скульптор М. Тхакумашев;
- Санаторий им. Б. Калмыкова, г. Нальчик, КБР
- Именем названы улицы в городах КБР: Нальчике, Прохладном, Баксане, а также в ряде населённых пунктов КБР.